# Morata de Jiloca
Morata de Jiloca è un comune spagnolo di 300 abitanti situato nella comunità autonoma dell'Aragona.